# عدلي (الصومال)
عدلي (بالصومالية: Cadale)‏ المعروفة أيضًا باسم Cadaley هي مدينة ساحلية في محافظة شبيلي الوسطى جنوب الصومال.

## خلفية تاريخية
ورد ذكر عدلي في Periplus of the Erythraean Sea في القرن الأول الميلادي عندما احتل الرومان مصر، كما ورد ذكرها في رحلة ابن بطوطة ومستكشفين آخرين من الأندلس، عندما ازدهرت التجارة بين شرق إفريقيا والجزيرة العربية والهند في القرنين الثامن عشر والتاسع عشر، كانت منطقة عدلي على حدود 10 أميال من ساحل بنادر الذي حكمته سلطنة زنجبار العمانية، وباستثناء 5 أميال بحرية من ورشيخ، بسطت زنجبار سيطرتها على مقديشو ومركا وبراوه وكيسمايو وصولاً إلى زنجبار، وتوجد أطلال قلعة Filonardi في عدلي. 
خلال فترة ما قبل الاستقلال في أرض الصومال الإيطالية اختار الحاكم العسكري فينتشنزو فيلوناردي عدلي لتكون مقرًا لـ "الصومال الإيطالي"، وشهدت منطقة عدلي مقاومة شرسة ضد الاستعمار و خلفت المواجهات 40 قتيلا من رجال أبغال و 7 رجال إيطاليين تم إحياء ذكراهم بنصب تذكاري في عدلي. 
في 3 أكتوبر 2014 سيطر تحالف القوات المسلحة الصومالية وقوات أميسوم على المنطقة بعد طرد حركة الشباب التي تمركزت فيها لعدة سنوات، وبحسب مصادر في بعثة الاتحاد الإفريقي في الصومال فإن حركة الشباب لم تبد أي مقاومة لأنها فقدت الدعم من سكان عدلي.

## التركيبة السكانية
يبلغ عدد سكان عدلي حوالي 14600 نسمة.  في حين يبلغ عدد سكان مقاطعة عدلي 46720 نسمة.  وتسكنها عشيرة أبغال .

## أنظر أيضا
- سكة حديد مقديشو - فيلابروزي

## روابط خارجية
- عدلى
- مناطق الصومال